# Cnemaspis chanardi
Espèce
Cnemaspis chanardi est une espèce de geckos de la famille des Gekkonidae.

## Répartition
Cette espèce est endémique du Sud de la Thaïlande. Elle se rencontre dans les provinces de Surat Thani, de Nakhon Si Thammarat, de Krabi, de Trang et de Satun.

## Description
Cnemaspis chanardi mesure, queue non comprise, jusqu'à 40,1 mm pour les mâles et jusqu'à  38,7 mm pour les femelles.

## Étymologie
Cette espèce est nommée en l'honneur de Tanya Chan-ard.

## Publication originale
- Grismer, Sumontha, Cota, Grismer, Wood, Pauwels & Kunya, 2010 : A revision and redescription of the rock gecko Cnemaspis siamensis (Taylor 1925) (Squamata: Gekkonidae) from Peninsular Thailand with descriptions of seven new species. Zootaxa, n. 2576, p. 1–55.